# Константин Фока
Константин Фока (греч. Κωνσταντῖνος Φωκᾶς; X век — 950-е) — византийский военачальник из анатолийской семьи Фок.
Младший сын Варды Фоки Старшего, брата генерала, а затем императора Никифора II Фоки и генерала Льва Фоки Младшего. Когда в 945 году его отца назначили доместиком схол, Константин был назначен стратегом фемы Селевкия на юго-восточной границе империи с мусульманами.
Он участвовал в кампаниях своего отца против мусульман, и был захвачен в плен хамданидским эмиром Алеппо Сайф ад-Даулой в битве при Мараше в 953 году. Константин принял участие в последующем триумфальном въезде Сайф ад-Даулы в Алеппо, но вскоре заболел и умер (вероятно, в начале 954 года). Некоторые византийские источники предполагают, что он был отравлен эмиром после отказа принять ислам, в то время как арабские источники утверждают, что он был отравлен византийскими агентами после того, как Сайф ад-Даула отказался от огромного выкупа, предложенного Вардой Фокой. Какова бы ни была правда, в смерти Константина византийцы обвинили Сайф ад-Даулу, и в результате многие мусульманские пленники, в том числе родственники самого эмира, были казнены. Некоторые византийские и арабские источники утверждают, что это привело к провалу посольства мира, отправленного византийцами в июне 954 года под предводительством Павла Мономаха, однако современные учёные не связывают эти факты.